# Pachydelphus
Pachydelphus is een geslacht van spinnen uit de familie hangmatspinnen (Linyphiidae).

## Soorten
De volgende soorten zijn bij het geslacht ingedeeld:
- Pachydelphus africanus (Simon, 1894)
- Pachydelphus banco Jocqué & Bosmans, 1983
- Pachydelphus coiffaiti Jocqué, 1983
- Pachydelphus tonqui Jocqué & Bosmans, 1983